# Отець (гурт)
Отець (гурт) — український метал-гурт.

## Історія
Гурт Отець був заснований в 2020 році в м. Біла Церква як дует вокаліста Володимира Ямпільського та мультиінструменталіста Владислава Жильцова. Згодом  до гурту приєднався барабанщик Володимир  Кушнір, що дало можливість музикантами виступати наживо.
2022 року вийшли перші 3 сингли гурту, а 1 квітня 2023 дебютний EP "Космос" .
Гурт активно долучається до благодійних концертів на допомогу ЗСУ. 

## Стиль
Музика включає в себе різні відтінки металу — металкор, маткор, джаз-метал.

## Учасники
Володимир Ямпільський - вокал, 
Владислав Жильцов - гітара,
Володимир Кушнір - барабани,
Андрій Григоренко - саксофон.

## Дискографія
Наразі дискографія гурту налічує сингли :
- «Молочний зуб»[8] (2022)
- «Джаззз»[9](2022)
- «Розфокус»[10] (2022)
- «Лінза» [11][12]

та EP "Космос" (2023)

## Виднограї
- "Птах"[14] 2023 (EP "Космос")